# Марина Дорћол
Марина Дорћол је назив за простор око термоелектране Снага и светлост на Дунавском кеју на Дорћолу. Године 2025. чешка фирма Sebre добила је грађевинску дозволу за изградњу грађевинских комплекса, уз очување и рестаурацију термоелектране.
Предвиђено је да на овом простору буде подигнут пословно-стамбени комплекс по пројекту чешког архитекте Станислава Фијала, у склопу изградње Линијског парка од Бетон хале до Панчевачког моста, који ће укључивати и марину.
Кадрови марине Дорћол се појављују у филму Шејтанов ратник.